# Vauda Canavese
Vauda Canavese (Vàuda in piemontese) è un comune italiano di 1 425 abitanti della città metropolitana di Torino in Piemonte.

## Geografia fisica
Il comune è costituito da tre nuclei abitati ben distinti: Vauda Superiore (attuale capoluogo), Vauda Inferiore e Palazzo Grosso.
Il nucleo più antico pare essere Vauda Inferiore, anticamente chiamata "Vauda 'd Front".

## Storia

### Simboli
(D.P.R. del 12 marzo 1981)

## Monumenti e luoghi d'interesse

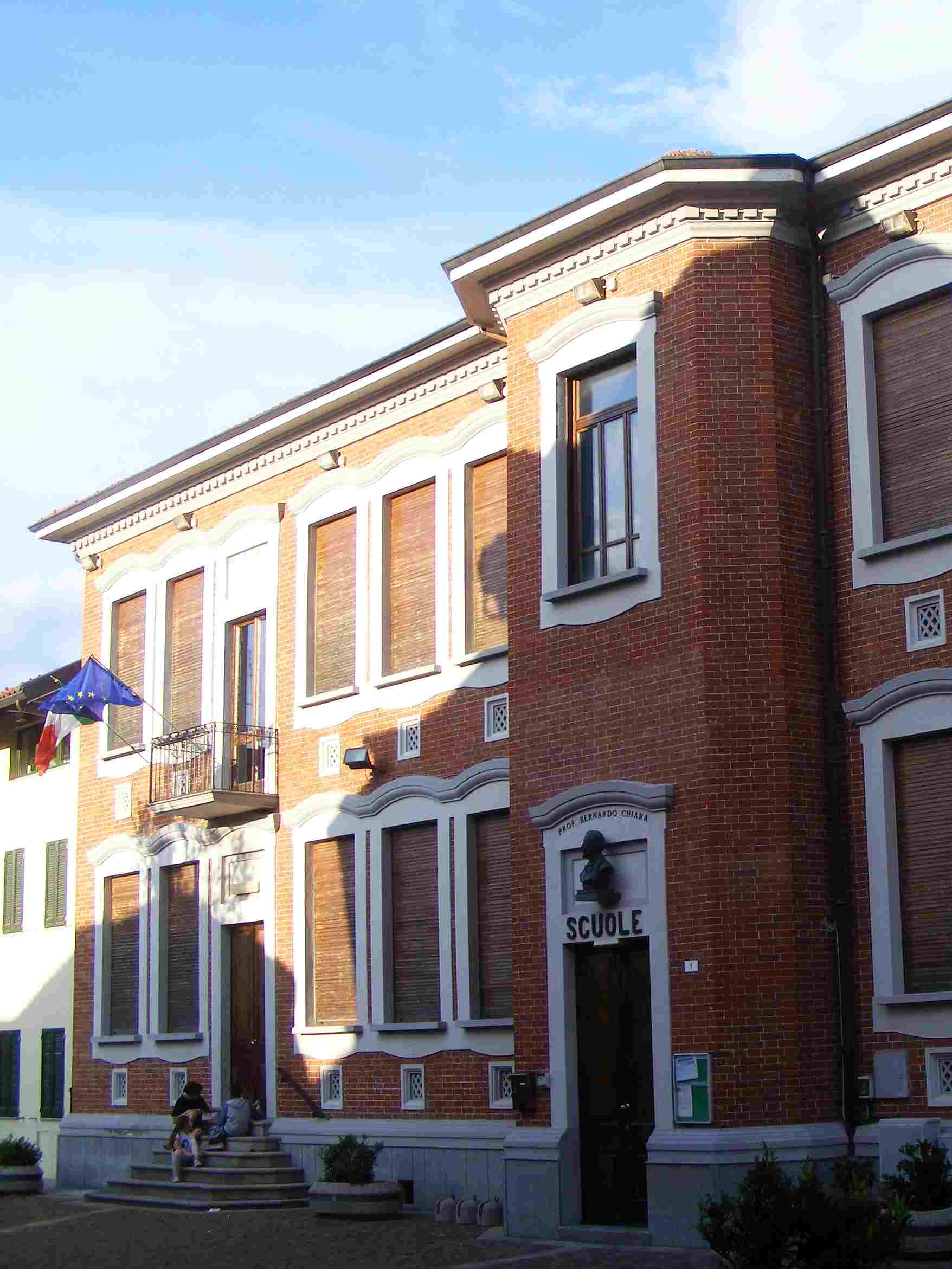
La scuola

- Chiesa Parrocchiale San Bernardo di Chiaravalle
- Riserva naturale orientata della Vauda

## Società

### Evoluzione demografica
Abitanti censiti

## Amministrazione

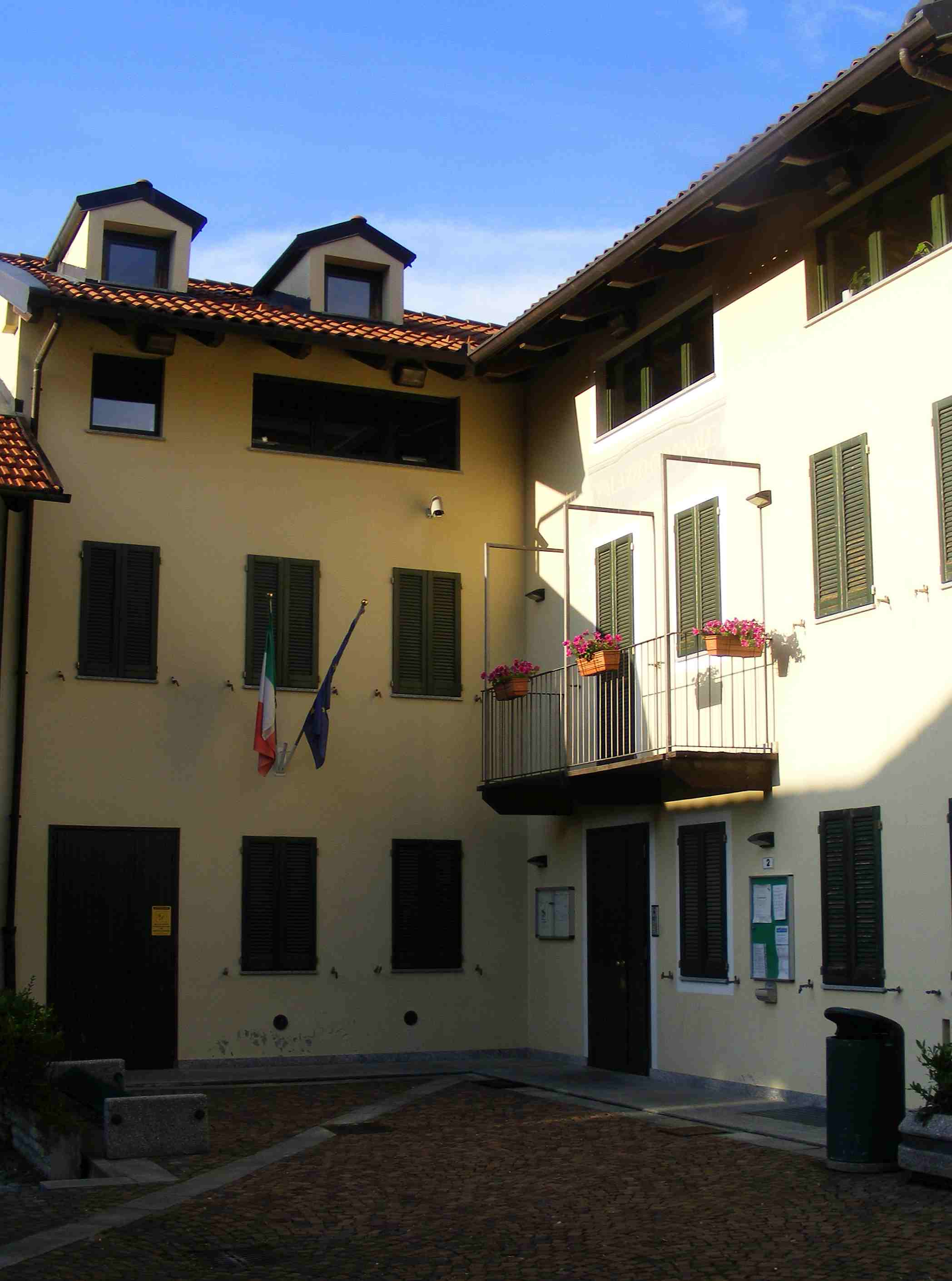
Il municipio

| Periodo | Periodo   | Primo cittadino        | Partito                   | Carica  | Note       |
| ------- | --------- | ---------------------- | ------------------------- | ------- | ---------- |
| 1985    | 1995      | Gattera Luigi          | Democrazia Cristiana      | sindaco |            |
| 1995    | 2004      | Mauro Chiara           | centro                    | sindaco |            |
| 2004    | 2014      | Bartolomeo Chiadò Rana | lista civica              | Sindaco | II mandato |
| 2014    | in carica | Alessandro Fiorio      | lista civica Vivere Vauda | sindaco |            |